# Großsteingrab Badberger Sand
Das Großsteingrab Badberger Sand war eine megalithische Grabanlage der jungsteinzeitlichen Trichterbecherkultur bei Dötlingen im Landkreis Oldenburg (Niedersachsen). Es wurde in den 1960er Jahren zerstört. Die Anlage trägt die Sprockhoff-Nr. 946.

## Lage
Das Grab befand sich kurz hinter dem südöstlichen Ortsrand von Dötlingen nördlich des Badbergswegs auf einem Feld. In der näheren Umgebung gibt es noch mehrere weitere Großsteingräber: 1 km nordwestlich befinden sich vermutlich die letzten Reste des Großsteingrabes Steenbarg, weitere 400 m nordwestlich liegt das Großsteingrab Dötlingen (auch „Großsteingrab am Schießstand“ genannt), 1,2 km westlich liegen die vier als Glaner Braut bezeichneten Großsteingräber und 1,3 km nordöstlich das Großsteingrab Gerichtsstätte. Ein weiteres Grab befand sich ursprünglich 2 km südöstlich am Wellohsberg; es musste in den 1930er Jahren einer Flugbahn weichen und wurde nach Kleinenkneten umgesetzt (siehe Großsteingrab Kleinenkneten 3).

## Beschreibung
Um 1890 bestand die Anlage noch aus 14 Steinen, die wohl alle zur Grabkammer gehörten. Ernst Sprockhoff konnte 1929 noch eine teilweise erhaltene Hügelschüttung ausmachen, in der die Reste der nordwest-südöstlich orientierten Kammer steckten. Er konnte acht Wand- und zwei Decksteine ausmachen. In situ standen nur noch der nordwestliche Abschlussstein und drei der sieben erhaltenen Wandsteine der Langseiten. Eine genauere Rekonstruktion des ursprünglichen Aussehens der Kammer war Sprockhoff nicht möglich. Aufgrund ihrer Größe muss es sich aber um einen Großdolmen oder ein Ganggrab gehandelt haben.
Eine Karte von 1930 zeigt am Standort des Grabes 13 in Unordnung umherliegende Steine. Im gleichen Jahr wurde das Grab in die Denkmalliste aufgenommen, aber schon 1933 wieder daraus entfernt. 1962 wurden die noch erhaltenen Reste zur Beseitigung freigegeben, was dann nur wenige Jahre später auch geschah.